# Thyene similes
Thyene similes é uma espécie de aranha saltadora do gênero Thyene. O macho foi identificado pela primeira vez em 2002.
Thyene similes foi encontrada no arquipélago de Socotorá, na costa do Iémen.